# Max Picard
Pour les articles homonymes, voir Picard (homonymie).
Max Picard, né le 5 juin 1888 à Schopfheim (Allemagne) et décédé le 3 octobre 1965 à Sorengo (Suisse), est un médecin, écrivain et philosophe suisse.

## Éléments de biographie
Né le 5 juin 1888 à Schopfheim, un village allemand à la frontière de la Suisse, Max Picard fait des études de médecine et reçoit son doctorat en 1911. Peu satisfait des orientations positiviste et darwinienne que prend la médecine à  son époque il s'en éloigne dès 1915 pour se tourner vers la philosophie. En 1919 il s’établit en Suisse, d'abord à Locarno puis à Brissago.  
En 1929 il publie Le visage humain et en 1934: La fuite devant Dieu. Il devient l'ami de Gunter Böhmer à la fin des années 1930. Il s'est converti au catholicisme du judaïsme en 1939. 
Rencontré une première fois en 1947 Gabriel Marcel devient un ami avec lequel Max Picard entretient une correspondance suivie (publiée en 2006). Le philosophe français préface la première traduction française du Monde du silence paru aux P.U.F. en 1953, Il avait reçu le prix Johann-Peter-Hebel en 1952. 
Emmanuel Levinas salue l'ensemble de son travail dans son ouvrage Noms propres (1976) et John Maria Oesterreicher lui consacre un livre, Max Picard, Les Visages de l'amour paru aux éditions Ad Solem en 2005.

## Écrits
- Expressionistische Bauernmalerei, 1917
- Der letzte Mensch, 1921, traduit en français sous le titre Le Dernier Homme, Le Disque vert, 1923
- Das Menschengesicht, 1930, traduit en français sous le titre Le Visage humain chez Buchet-Chastel en 1962
- Die flucht vor Gott, 1934, traduit en français sous le titre La Fuite devant Dieu aux Presses universitaires de France en 1956
- Hitler in uns selbst, 1947, traduit en français sous le titre L'Homme du néant aux éditions du Seuil en 1946
- Die Welt des Schweigens, 1948, traduit en français sous le titre Le monde du silence aux Presses universitaires de France en 1953 ; réédition aux Éditions La Baconnière en 2019
- Die Atomisierung der Modernen Künste, 1954, traduit en français sous le titre De la Désintégration des formes dans l'art moderne, Emmanuel Vitte éditeur, 1960
- Gabriel Marcel - Max Picard: Correspondance 1947-1965, L'Harmattan, 2006